# بول ماير (مدرس)
بول ماير (بالألمانية: Paul Jonas Meier)‏ (و. 1857 – 1946 م) هو مدرس، وأستاذ جامعي، وعالم آثار، وكاتب غير روائي ألماني، ولد في مغدبورغ، توفي في براونشفايغ، عن عمر يناهز 89 عاماً.

## مناصب
تولى منصب مدير متحف ‏
.

## التعليم
تعلم في جامعة بون
.